# Meer van Heist
Het Meer van Heist (ook wel: Lac van Heist-Duinbergen) is een meer in Duinbergen in de deelgemeente Heist van de Belgische gemeente Knokke-Heist. Het is in 1911 ontstaan door grondafgraving voor de verbreding van de bedding van de spoorlijn direct ten noorden van het meer (tegenwoordig lijn 51B van de NMBS). Het meer is circa 13 meter diep.

## Commerciële exploitatie
Tussen de beide wereldoorlogen werd het meer geëxploiteerd vanuit de horecazaak 'Chalet Belle-Vue'. Tijdens de Tweede Wereldoorlog stopte deze uitbating.

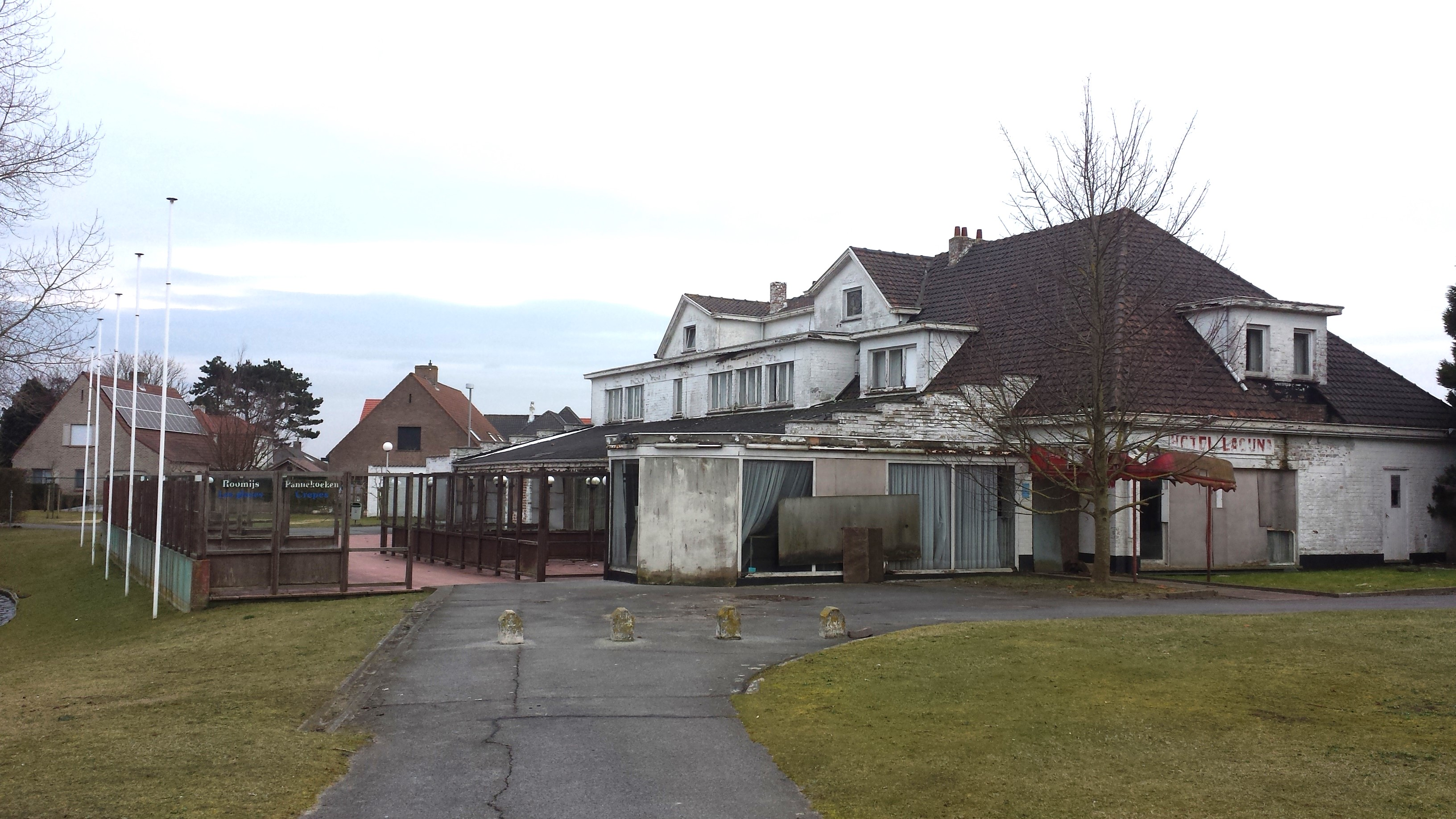
Het voormalige hotel-restaurant 'Laguna'

In 1957 werd aan de westkant van het meer een hotel-restaurant gebouwd met eveneens de naam 'Chalet Belle-Vue', met onder meer een speeltuin, een bowling, een golfterrein, zweminfrastructuur, bootjes en pedalo’s (waterfietsen) en de mogelijkheid om te waterskiën of te zeilen. Voor de hengelsport werden vierduizend vissen uitgezet in het meer.
Er kwam ook een dierentuin, op dat moment de op twee na grootste in België na de Zoo van Antwerpen. In maart 1963 brak in het apenpaviljoen brand uit, waarbij alle 41 apen omkwamen. Het amusementspark kwam deze klap niet te boven. Halverwege de jaren 1960 was er alleen nog een speeltuin. Het terrein werd in 1966 door de uitbaters verkocht. Het hotel-restaurant is in latere jaren nog uitgebaat onder de naam 'Laguna', maar het stond nadien lang leeg. Het vervallen gebouw werd uiteindelijk begin 2022 afgebroken.

## Residentiële bestemming
In het laatste kwart van de twintigste eeuw verrees aan de oostkant van het meer een groot appartementsgebouw, 'Laguna Beach'. De residentie werd gebouwd in verschillende fasen, waarvan de eerste in 1971 werd gerealiseerd en de laatste in 2005. Het complex telt elf verdiepingen en heeft onder meer een binnenzwembad. Doordat het omringd is door laagbouw en landbouwgrond is het gebouw prominent aanwezig in het landschap.

## Cultuurcentrum
Aan de oostelijke oever van het meer, voor het appartementsgebouw, bevindt zich een polyvalente zaal. Die werd bij de eerste fase van 'Laguna Beach' door de toenmalige gemeente Heist gebouwd als cultureel centrum, onder de naam 'Humorhall'. Door het ontstaan van de fusiegemeente Knokke-Heist in 1971 kreeg de Humorhall echter nooit de bedoelde functie. Als 'Lagunahal' diende de zaal als tentoonstellingsruimte. De lokale Sikh-gemeenschap huurt er momenteel een ruimte als gebedshuis.

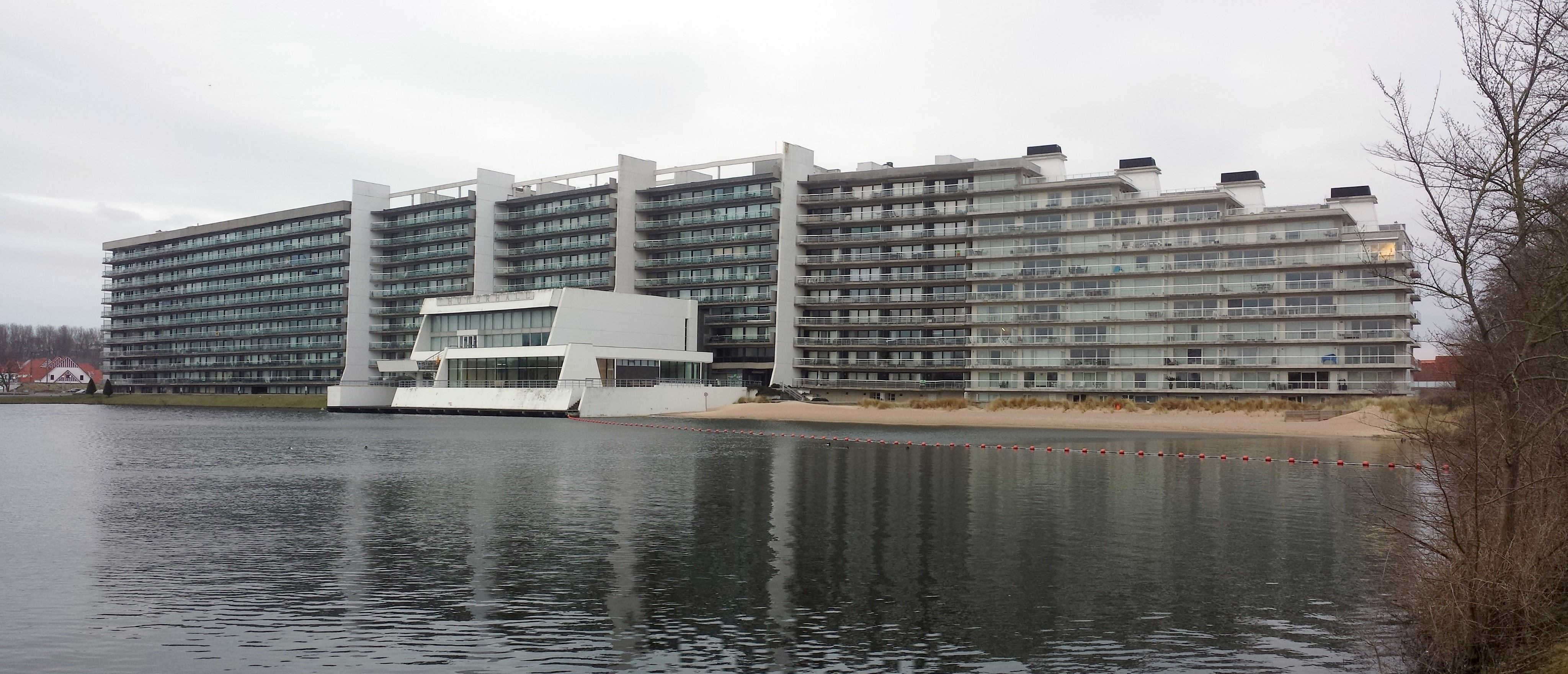
Residentie 'Laguna Beach' en de 'Lagunahal' gezien van over het Meer van Heist.